# 1967 en bande dessinée
| Années de la bande dessinée : 1964 - 1965 - 1966 - 1967 - 1968 - 1969 - 1970    |
| Décennies de la bande dessinée : 1930 - 1940 - 1950 - 1960 - 1970 - 1980 - 1990 |

Cet article présente les faits marquants de l'année 1967 en bande dessinée.

## Évènements
- novembre : Aux États-Unis, sortie de Zap Comix #1 de Robert Crumb (considéré comme le premier comic underground)
- 9 novembre : En France, publication des premières planches de Valérian par Pierre Christin et Jean-Claude Mézières dans le numéro 420 de Pilote[1].

## Nouveaux albums
Voir aussi : Albums de bande dessinée sortis en 1967

### Franco-Belge
| Sortie | Titre                                        | Scénariste      | Dessinateur     | Coloriste | Éditeur |
| ------ | -------------------------------------------- | --------------- | --------------- | --------- | ------- |
|        | Astérix et les Normands                      | René Goscinny   | Albert Uderzo   |           | Dargaud |
| ?      | Astérix légionnaire                          | René Goscinny   | Albert Uderzo   |           | Dargaud |
| ?      | Blake et Mortimer T.9 : L'affaire du collier | Edgar P. Jacobs | Edgar P. Jacobs |           |         |

### Comics
| Sortie | Titre       | Scénariste | Dessinateur | Coloriste | Éditeur |
| ------ | ----------- | ---------- | ----------- | --------- | ------- |
| ?      | à compléter |            |             |           |         |
| ?      | …           |            |             |           |         |

### Mangas
| Sortie | Titre       | Scénariste | Dessinateur | Coloriste | Éditeur |
| ------ | ----------- | ---------- | ----------- | --------- | ------- |
| ?      | à compléter |            |             |           |         |
| ?      | …           |            |             |           |         |

## Naissances
- 1er janvier : Marc Bourgne, auteur français (Être libre, Barbe-Rouge, Frank Lincoln)
- 12 janvier : Thomas Allart, dessinateur
- 20 janvier : Didier Tarquin, dessinateur français (Lanfeust de Troy, Lanfeust des Étoiles, Gnomes de Troy)
- 21 janvier : Laurent Bidot
- 31 janvier : Laurent Colonnier, dessinateur français (Le Journal de Spirou, Fluide glacial
- 8 février : Christophe Chabouté
- 14 février : Roger Langridge, auteur de comics
- 16 février : Tim Bradstreet, dessinateur de comics
- 12 mars : Massimiliano Frezzato, auteur italien (Les Gardiens du Maser)
- 17 mars : Yves Huppen, auteur belge
- 31 mai : Christophe Gibelin, scénariste et coloriste français (Les Lumières de l'Amalou, Le Traque mémoire, Les Ailes de plomb)
- 13 juin : Peral
- 15 juillet : Christopher Golden, scénariste de comics et auteur de romans
- 18 juillet : Vincent Bailly, dessinateur
- 23 juillet : Hervé Richez
- 18 août : Brian Michael Bendis, auteur de comics
- 21 août : Charb
- 1er septembre : Franck Biancarelli
- 3 septembre : Luc Brunschwig, scénariste français (L'Esprit de Warren, Le Pouvoir des innocents, Le Sourire du clown)
- 25 septembre : Nicolas Dumontheuil (Qui a tué l'idiot ? Prix du Meilleur Album au festival international de la bande dessinée d'Angoulême 1997)
- 3 octobre : Rob Liefeld, auteur de comics
- 15 novembre : Ariel Olivetti, dessinateur argentin de comics
- 17 novembre : Bérik
- 7 décembre : Jason Lutes, auteur de comics
- 8 décembre : David Lasky, auteur de comics
- 15 décembre : Zep, auteur suisse (Titeuf)
- 27 décembre : Blutch, auteur français (Le petit Christian, Péplum)
- 28 décembre : Chris Ware, auteur américain (Jimmy Corrigan, the Smartest Kid on Earth)
- 28 décembre : Isabelle Dethan

- Naissances de Juanjo Guarnido, Leonardo Ortolani, José Ladrönn, Tom Brevoort, Joël Alessandra, Antoine Aubin, Christophe Babonneau, Olivier Ferra, Yuichi Yokoyama

## Décès
- 12 décembre : Mac Raboy
- Steve Douglas